# Бугаєв Борис Павлович
Бори́с Па́влович Буга́єв (29 липня 1923, Маньківка, Київська губернія, Українська РСР, СРСР — 13 січня 2007, Москва, Росія) — український радянський державний і військовий діяч, міністр цивільної авіації СРСР, Головний маршал авіації, заслужений пілот СРСР, двічі Герой Соціалістичної Праці (15.08.1966, 25.07.1983). Член ЦК КПРС в 1971—1990 роках. Депутат Верховної Ради СРСР 8—11-го скликань у 1970—1989 роках.

## Життєпис
Народився 29 липня 1923 в селі Маньківка Маньківського району Черкаської області (Україна) в українській родині вчителя. Член ВКП(б)/КПРС з 1946 . З 1941 — в Червоній Армії. З того ж року — курсант окремої навчальної авіаційної ескадрильї Цивільного повітряного флоту в Актюбінську. З 1942 пілот-інструктор Актюбінської авіаційної школи, створеної на базі цієї ескадрильї.
З 1943 — на фронтах радянсько-німецької війни: пілот, командир ланки в 215-му авіаційному загоні ЦПФ, що виконував польотні завдання Центрального штабу партизанського руху. Здійснив сотні бойових вильотів у тил ворога з посадкою на партизанських аеродромах.
Після війни продовжив роботу в цивільній авіації. У 1948 закінчив школу вищої льотної підготовки Цивільного повітряного флоту СРСР. З 1948 року командир корабля 1-ї авіаційної групи Окремою міжнародної групи ЦПФ в аеропорту Внуково (Москва), потім — пілот-інструктор в тій же авіаційній групі. З 1957 року командир Авіаційного загону особливого призначення ЦПФ СРСР, створеного для перевезення керівників державних та урядових делегацій. У 1966 році заочно закінчив Вище училище цивільної авіації.
Брав участь в освоєнні реактивної авіаційної техніки, з 1951 прокладав перші далекі траси для «Аерофлоту» в багато країн світу, в тому числі до Англії, США, Індію, Індонезію, на Кубу. Протягом тривалого часу був особистим пілотом (шеф-пілотом) Л. І. Брежнєва. 9 лютого 1961 року, перебуваючи за штурвалом літака «Іл-18», летів з радянською делегацією на чолі з Головою Президії Верховної Ради СРСР Л. І. Брежнєвим у Гвінею. Під час польоту в повітряному просторі над міжнародними водами Середземного моря в районі близько 130 кілометрів на північ від міста Алжиру літак був атакований французьким реактивним винищувачем, який зробив три заходи на небезпечно близьку відстань від літака, двічі відкривав стрілянину по радянському літаку з подальшим перетином його курсу. Льотчику Б. П. Бугайову обидва рази вдалося вивести свій літак із зони обстрілу. Л. І. Брежнєв по достоїнству оцінив майстерність і мужність льотчика.
Указом Президії Верховної Ради СРСР від 15 серпня 1966 року за видатні успіхи у виконанні завдань семирічного плану з перевезень пасажирів повітряним транспортом, застосування авіації у народному господарстві країни і освоєнні нової авіаційної техніки Бугаєву Борису Павловичу присвоєно звання Героя Соціалістичної Праці з врученням ордена Леніна і золотої медалі «Серп і Молот».
З 1966 року заступник міністра, а з 1967 року перший заступник міністра цивільної авіації СРСР. У травні 1970 року був призначений міністром цивільної авіації СРСР. На цій посаді Б. П. Бугаєв пропрацював 17 років і вніс вирішальний особистий внесок у розвиток галузі та її оснащення новою авіаційною технікою. Цивільна авіація перетворилася з діючого резерву ВПС в самостійну структуру. У цей період були реконструйовані і побудовані сотні аеродромів, створена інфраструктура наземного забезпечення польотів, отримала бурхливий розвиток галузева наука і вперше була створена система автоматизованого управління повітряним рухом. Вся територія СРСР була, за висловом льотчиків, «аеродромірувана». За обсягом виконуваної транспортної роботи авіація СРСР вже в 1980 році випередила всі провідні авіакомпанії світу і забезпечила перевезення понад 100 мільйонів пасажирів на рік. Цивільна авіація також внесла величезний внесок у розвиток регіонів Крайньої Півночі, Далекого Сходу, по суті, взявши на себе забезпечення їх цілорічних перевезень, в освоєння нафтових і газових родовищ.
Особливу увагу Б. П. Бугаєв приділяв удосконаленню підготовки кадрів та вирішенню соціальних питань працівників цивільної авіації. У цей період цивільна авіація СРСР отримала визнання у світовому авіаційному співтоваристві, Радянський Союз став членом Міжнародної організації цивільної авіації (ІКАО). Сам Б. П. Бугаєв залишався чудовим льотчиком і літав за штурвалом авіалайнерів до 1985 року.
5 листопада 1973 року йому присвоєно військове звання «маршал авіації», а 28 жовтня 1977 року — військове звання «Головний маршал авіації».
Указом Президії Верховної Ради СРСР від 25 липня 1983 року за видатні заслуги в розвитку радянської цивільної авіації, трудовий героїзм і в зв'язку з шістдесятиріччям з дня народження Бугаєв Борис Павлович нагороджений орденом Леніна і другою золотою медаллю «Серп і Молот».
З травня 1987 року генеральний інспектор Групи генеральних інспекторів Міністерства оборони СРСР. З 1992 року Б. П. Бугаєв - у відставці.
Жив у Москві. Помер 13 січня 2007 року, на 84-му році життя. Похований на Новодівичому кладовищі в Москві.

## Нагороди
Заслужений пілот СРСР (1967). Нагороджений п'ятьма орденами Леніна (в тому числі 15.08.1966, 27.07.1973, 25.07.1983), орденом Жовтневої Революції, двома орденами Червоного Прапора (14.03.1957, 1967), орденом Вітчизняної війни 1-го ступеня (11.03.1985), орденом Червоної Зірки, орденом «За службу Батьківщині у Збройних Силах СРСР» 3-го ступеня, орденом «Знак Пошани», медалями.
Лауреат Ленінської премії (1980), Державної премії СРСР (1972).